# 馬格德訥巴赫河
47°33′23″N 7°47′43″E / 47.55647°N 7.79534°E

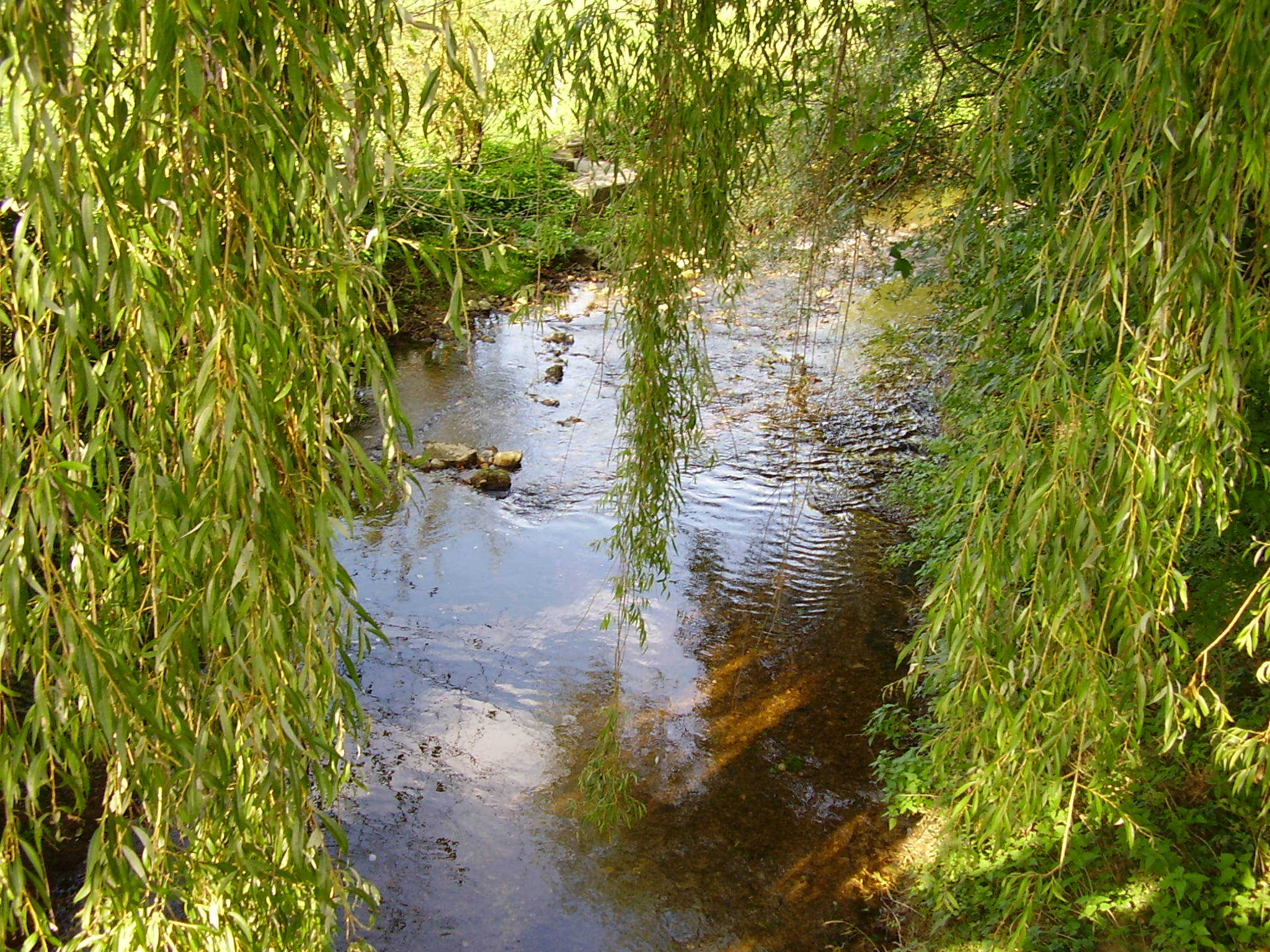

馬格德訥巴赫河是瑞士的河流，位於該國北部，流經阿爾高州，屬於萊茵河的左支流，河道全長3.9公里，流域面積41平方公里，河畔城鎮有萊茵費爾登。